# Midas Cars

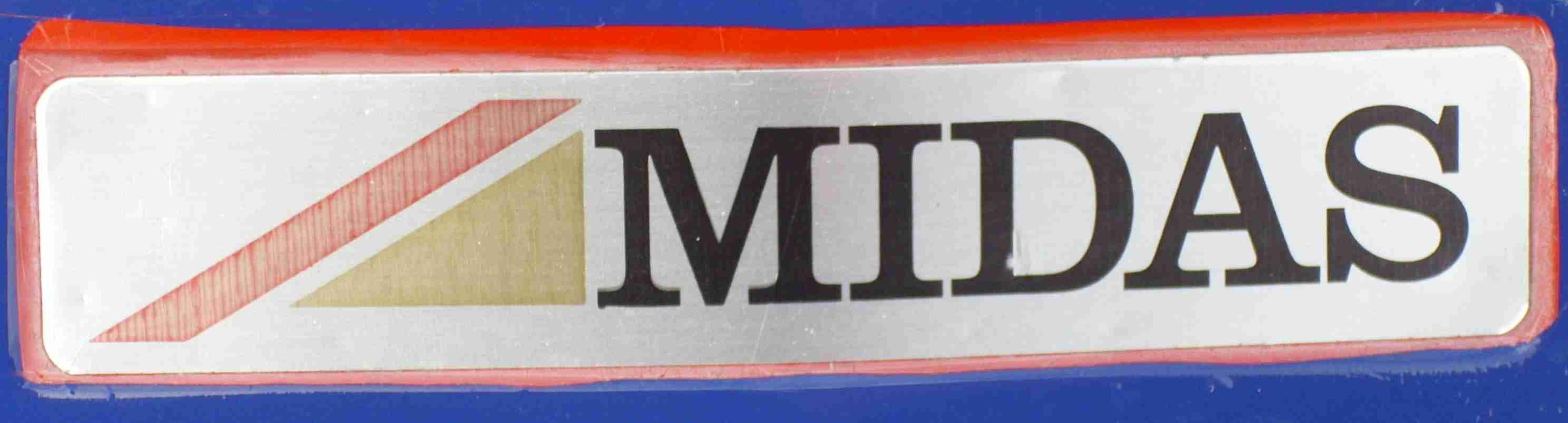
Emblem

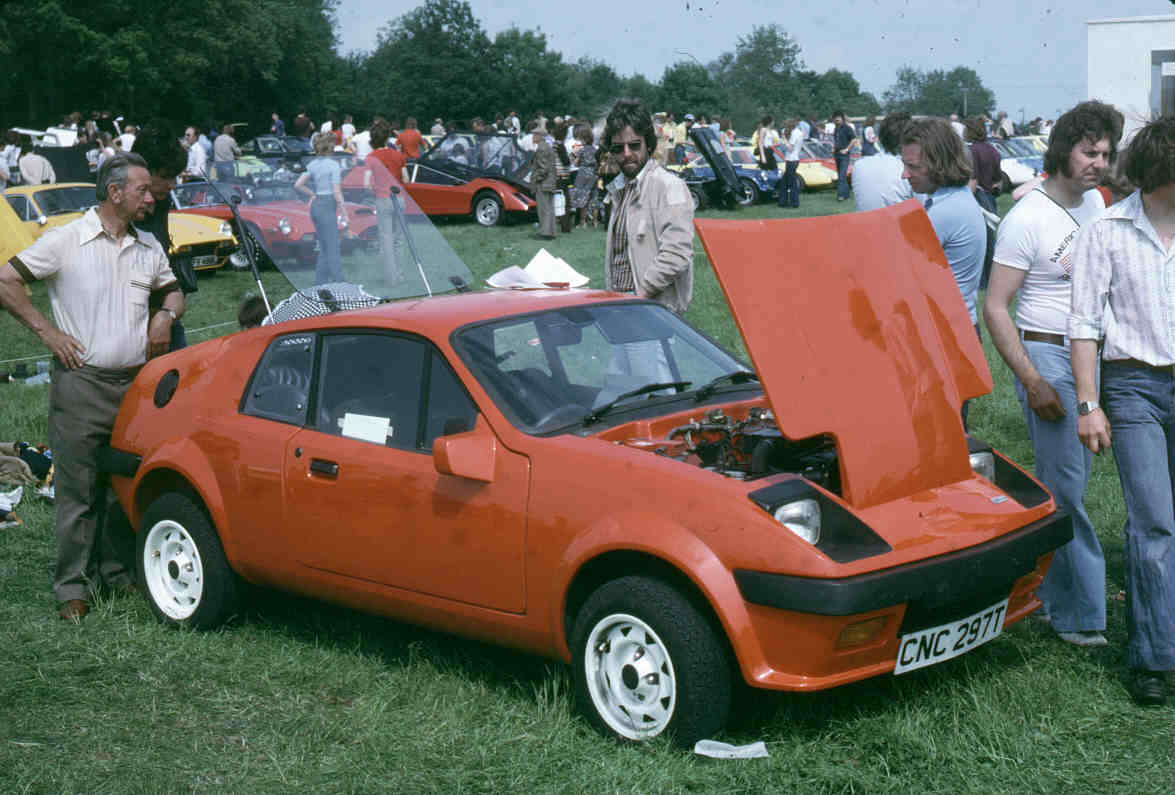
Midas (1979)

Die Midas Cars Ltd. ist ein britischer Automobilhersteller, der in Oldham (Lancashire), Corby (Northamptonshire) und Redditch (Worcestershire) seit 1978 Kit Cars auf Basis des Mini herstellt.
Harold Dermott und seine Firma D&H Fibreglass Techniques in Greenfield in der Nähe von Oldham kam 1975 mit Marcos überein, die Fertigung des Mini Marcos zu übernehmen. Der Wagen hatte ein etwas überholtes Aussehen, und so bat Demott den Designer Richard Oakes, ein neues Modell zu entwerfen. Der neue Wagen wurde Midas genannt und bei der Performance Car Show 1978 in London vorgestellt. Der Wagen hatte eine selbsttragende Karosserie in Gemischtbauweise (GFK und Stahl) mit dem vorderen Hilfsrahmen und dem Motor des Mini. Der hintere Hilfsrahmen des Mini war durch einen Querträger ersetzt, der die beiden Längslenker für die Hinterräder trug.
1981 wurde ein überarbeitetes Modell eingeführt, das einige Verbesserungen gegenüber dem Vorgänger hatte, die von Gordon Murray von McLaren Racing vorgeschlagen worden waren. Der Wagen war in drei Ausführungen erhältlich, Gold, Silber und Bronze, je nach Ausstattung. Die erhöhte Nachfrage konnte von der kleinen Werkstatt in Oldham nicht mehr befriedigt werden. So zog das Unternehmen nach Corby um und änderte seinen Namen in Midas Cars Ltd.
1985 wurden weitere Verbesserungen realisiert; der Midas Gold wurde auf die nun verfügbaren Teile von Austin und MG Metro angepasst. Außerdem wurde das Äußere – wiederum von Richard Oakes – überarbeitet, der die Konstruktion mit breiteten Kotflügeln, einer „Froschaugen“-Front und größeren Fenstern versah. Gordon Murray sorgte für die Verbesserung der Aerodynamik. Der Midas wurde erfolgreich einem ECE12-Crashtest unterzogen, damit er sowohl als Kit als auch als komplettes Auto angeboten werden konnte. 1989 erschien eine Cabrioversion, aber noch im gleichen Jahr musste die Fertigung eingestellt werden, da die Fabrikgebäude niedergebrannt waren.

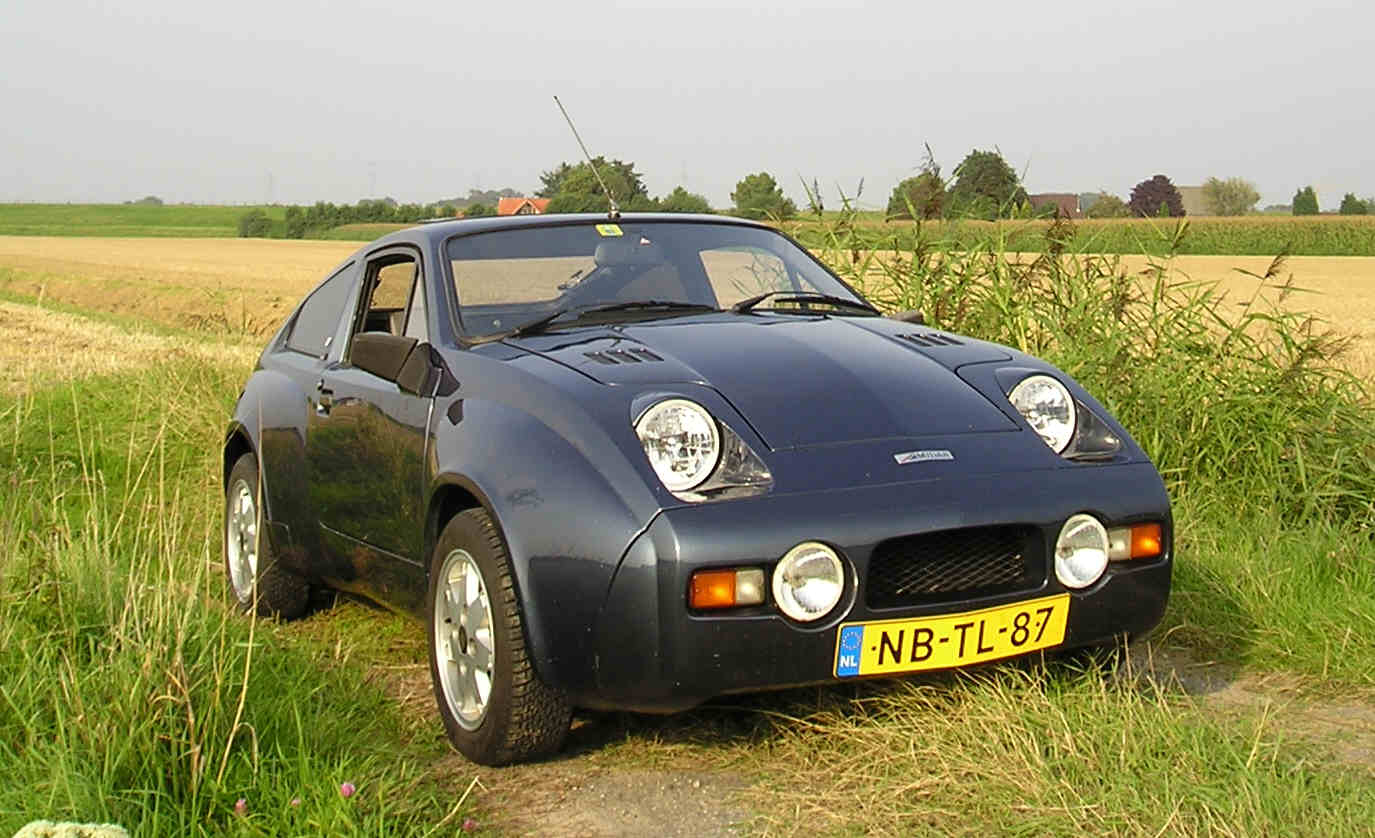
Midas Gold Coupé (1985–1990)
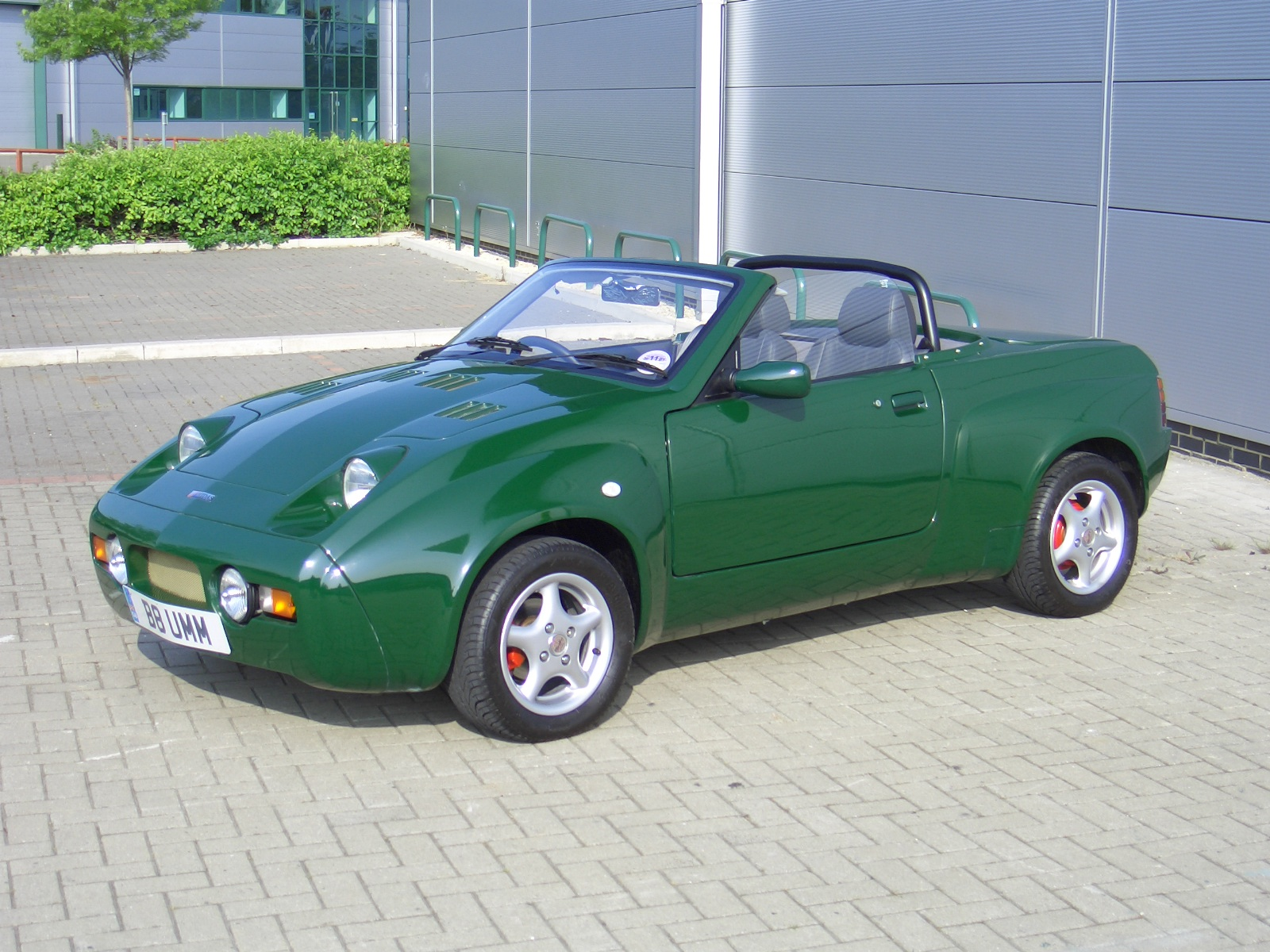
Midas Gold Cabriolet (1989–heute)

Die Rechte zur Herstellung des Autos wurden 1990 von Patiche Cars in Rotherham (Yorkshire) gekauft, die die gesamte Modellpalette neu herausbrachten und einige wenige Cabriolets herstellten, bevor sie die Rechte am Gold Cabriolet an GTM in Sutton Bonnington (Leicestershire) weiterverkauften. GTM brachte einige Änderungen an der Konstruktion an, z. B. eine hydropneumatische Radaufhängung und ein Hardtop. Die Modellpalette wurde 1995 um ein 2+2-Coupé auf Basis der Mini-Metro- und Rover 100-Modelle mit Motoren der K-Serie erweitert.
1990 wurden die Formen für das Gold-Coupé von GTM nach Berlin verkauft, wo sie in einem Projekt der Arbeitsbeschaffungsmaßnahmen eingesetzt wurden. Inzwischen waren die alten Midas auf Basis des Mini erneut im Vereinigten Königreich erschienen, wo sie kurze Zeit von Midtech Cars gebaut wurden.
2001 verkaufte GTM die Rechte an der Konstruktion an eine neue Midas Cars Ltd. In Redditch (Worcestershire). Die Modellpalette bestand nun aus dem Coupé, das Cortez hieß und einem Cabriolet mit Motor der K-Serie mit dem Namen Excelsior. Obwohl die Wagen gut vom Markt angenommen wurden, musste die Gesellschaft 2003 liquidiert werden.
Eine neue Gesellschaft, die Alternative Cars Ltd. wurde 2003 gegründet und begann 2004 in einer kleinen Werkstatt in Clanfield (Oxfordshire) mit der Fertigung von Kits der Versionen Gold Convertible, Cortez und Excelsior.

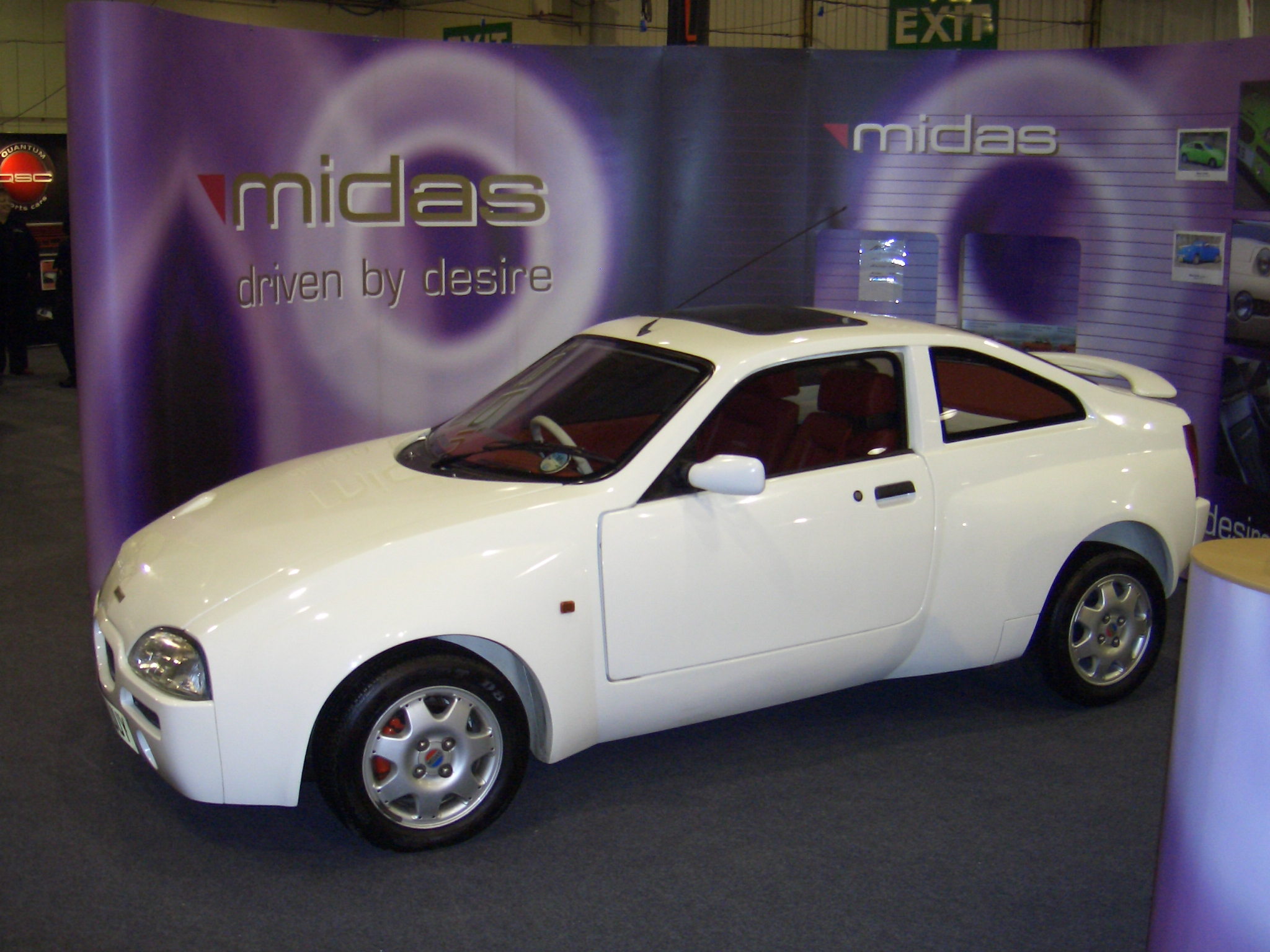
Midas Cortez (1995–heute)
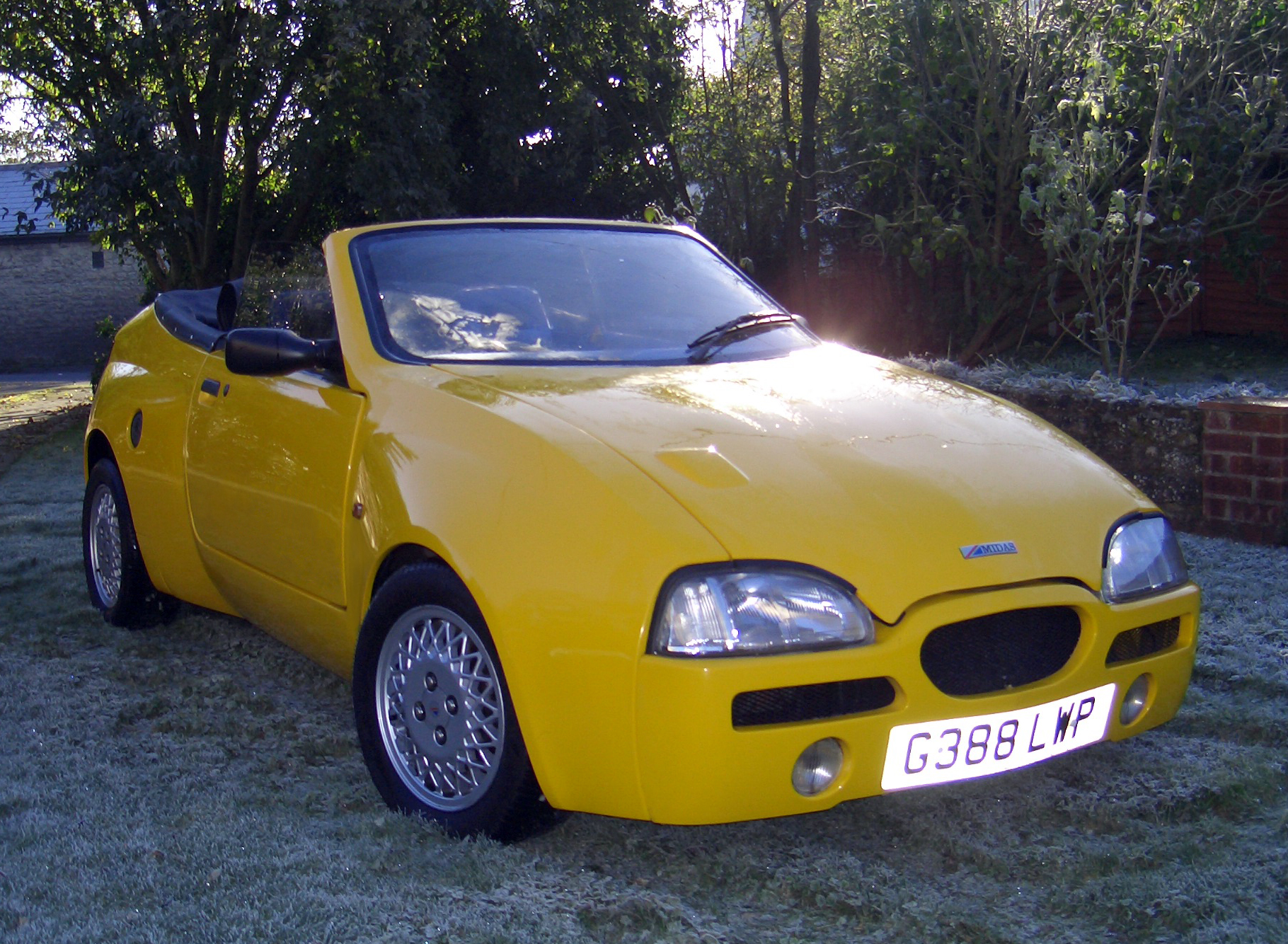
Midas Excelsior (2002–heute)

2007 entdeckte der Midas Owners Club die Formen für das Gold Coupé in Deutschland und kaufte sie auf. Im Dezember 2007 wurden diese Formen ins Vereinigte Königreich zurückgeholt.